# Lassa-Virus

Schemazeichnung eines Virions der Gattung Mammarenavirus

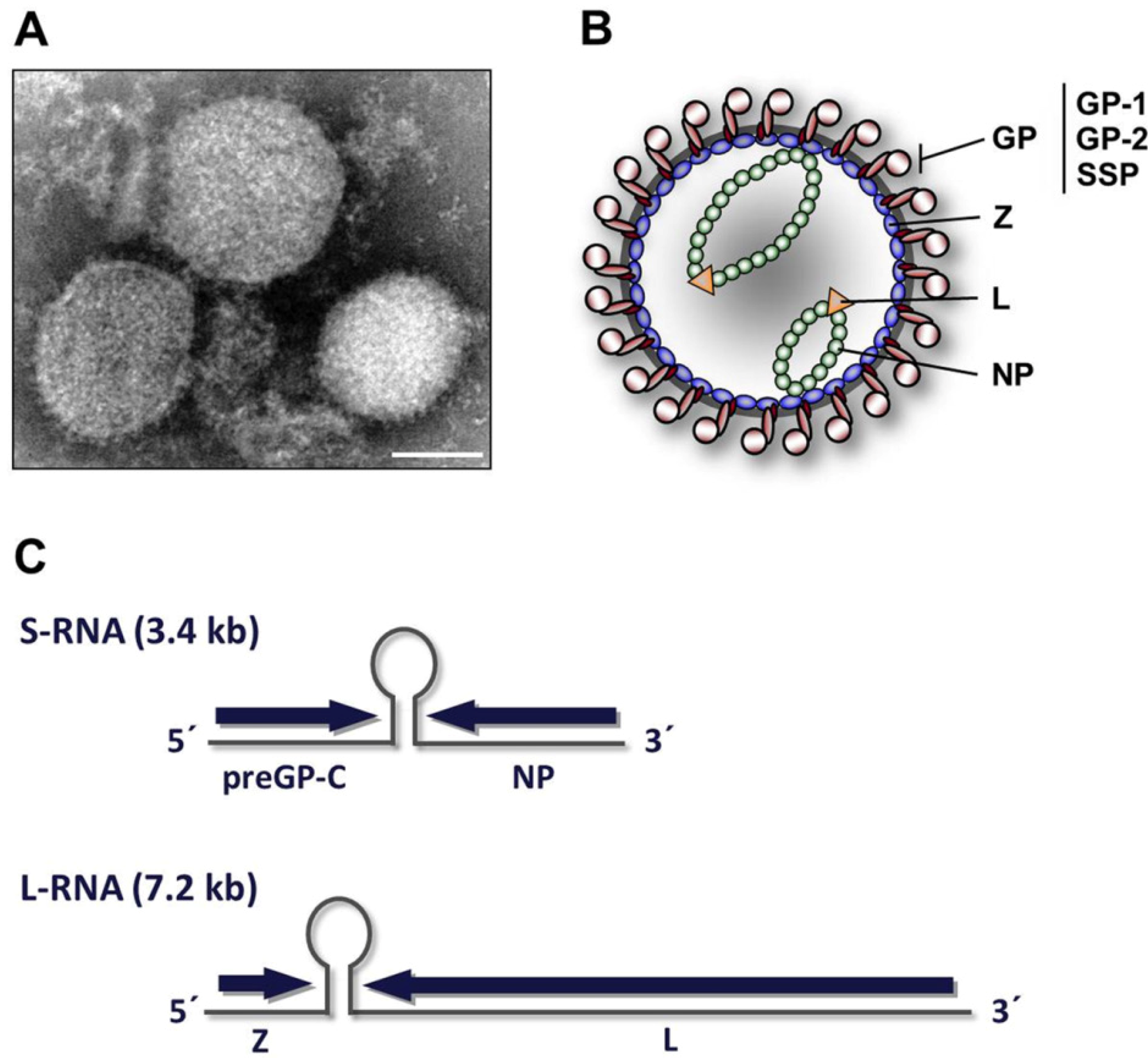
(A) EM-Aufnahme von Lassa-Virionen
(B) Schemazeichnung mit Z-Protein, Glykoprotein (GP), Nukleoprotein (NP), Polymerase (L)
(C) Genomkarte der beiden Segmente L und S

Das Lassa-Virus, (wissenschaftlich Lassa mammarenavirus, LASV) Erreger des Lassa-Fiebers, ist eine Spezies (Art) behüllter einzel(−)-Strang-RNA-Viren (ss(−)RNA) der Gattung aus der Familie Arenaviridae. Wie das Lujo-Virus gehört es innerhalb dieser Gattung zur Gruppe der Altwelt-Arenaviren. Etwas weitläufiger verwandt sind Neuwelt-Arenaviren wie die Erreger des Junin-Fiebers und des Machupo-Fiebers. Sie alle werden der höchsten Risikogruppe 4 zugeordnet.
Mit Stand März 2018 war das Lassa-Fieber endemisch in folgenden afrikanischen Staaten: Benin, Ghana, Guinea, Liberia, Mali, Nigeria, Sierra Leone und Togo. Darüber hinaus wurde über Infektionen in Zentralafrikanische Republik, Senegal, und anderen afrikanischen Staaten berichtet.

## Entdeckung
Im Jahr 1969 erkrankte die Missions-Krankenschwester Laura Wine an einer mysteriösen Krankheit, mit welcher sie sich bei einer Patientin in der Geburtshilfe in Lassa, einem Dorf im Bundesstaat Borno, Nigeria, infizierte. Sie wurde anschließend in die nigerianische Stadt Jos gebracht, wo sie verstarb. In der Folge wurden zwei weitere Personen infiziert, darunter die zweiundfünfzigjährige Krankenschwester Lily Pinneo, die sich um Laura Wine gekümmert hatte.
Proben aus Pinneo wurden an die Yale University in New Haven, geschickt, wo erstmals ein neues Virus, heute als Lassa mammarenavirus bezeichnet, isoliert wurde.
1972 wurde festgestellt, dass die Natal-Vielzitzenmaus Mastomys natalensis das Hauptreservoir des Virus in Westafrika ist und als Überträger das Virus im Urin und im Stuhl ausscheiden kann, ohne sichtbare Symptome zu zeigen.

## Systematik
Für die folgenden drei Subtypen wurden Daten zur Genom-Sequenz in Sequenzdatenbanken hinterlegt:
- Isolat LP – Prototyp aus Nordost-Nigeria (mit dem Dorf Lassa) (‚Lineage I‘)
- Isolat 803213 – aus Süd-Nigeria (‚Lineage II‘)
- Isolat GA391 – aus Zentralnigeria (‚Lineage III‘)
- Isolat Josiah – aus Sierra Leone, Liberia und Guinea (‚Lineage IV‘)

## Meldepflicht
In Deutschland ist der direkte oder indirekte Nachweis eines Lassavirus namentlich meldepflichtig nach § 7 des Infektionsschutzgesetzes, soweit der Nachweis auf eine akute Infektion hinweist. Die Meldepflicht betrifft in erster Linie die Leitungen von Laboren (§ 8 IfSG).
In der Schweiz ist der positive und negative laboranalytische Befund zu einem Lassa-Virus für Laboratorien meldepflichtig und zwar nach dem Epidemiengesetz (EpG) in Verbindung mit der Epidemienverordnung und Anhang 3 der Verordnung des EDI über die Meldung von Beobachtungen übertragbarer Krankheiten des Menschen.